# Io & te
Io & te è un singolo di Simonetta Spiri pubblicato nell'estate del 2014.

## La canzone
La canzone dalle sonorità tipicamente estive è stata scritta da Simonetta Spiri e Simone Borghi e racconta dell'importanza di stare bene con sé stessi.

## Video musicale
Il videoclip è stato girato in Sardegna per la regia di Stefano Bertelli ed è stato pubblicato su youtube il 2 luglio 2014.

## Tracce
- Download digitale

1. Io & Te - 3:20